# Wilhelm Troschel
Wilhelm Troschel, też Troszel (ur. 26 sierpnia 1823 w Warszawie, zm. 2 marca 1887 tamże) – polski śpiewak, bas sceny warszawskiej, artysta operowy, nauczyciel śpiewu i kompozytor niemieckiego pochodzenia.

## Życiorys
Był synem warszawskiego wytwórcy fortepianów i weterana powstania listopadowego, również Wilhelma. Śpiewu uczył się m.in. u Augusta Freyera. Zadebiutował 17 kwietnia 1843 rolą Rodolphe'a w operze Le lac des fées Daniela Aubera. Pozostał śpiewakiem Opery Warszawskiej do 1865 roku.
Ceniony przez współczesnych za silny i dźwięczny głos obok wybornej metody i znakomitej gry, co stawiało go między pierwszorzędnymi artystami sceny. Był pierwszym odtwórcą roli Zbigniewa w Strasznym Dworze Stanisława Moniuszki, a także roli stolnika w Halce tegoż kompozytora.
Śpiewał fragmenty Requiem Józefa Stefaniego podczas nabożeństwa za dusze poległych uczestników manifestacji patriotycznej 27 lutego 1861 w kościele św. Krzyża w Warszawie.
Kompozycje Troschela, głównie do śpiewu, były powszechnie lubiane za ich łatwość i wdzięczną melodyjność. Jako nauczyciel śpiewu położył zasługę przez szerzenie dobrej metody i gustu wśród licznego grona uczennic.
Był żonaty z Wilhelminą z Sennewaldów (1830-1915), córką wydawcy Gustawa Adolfa. Córka ich Paulina wyszła za znanego zegarmistrza Ludwika Lilpopa.

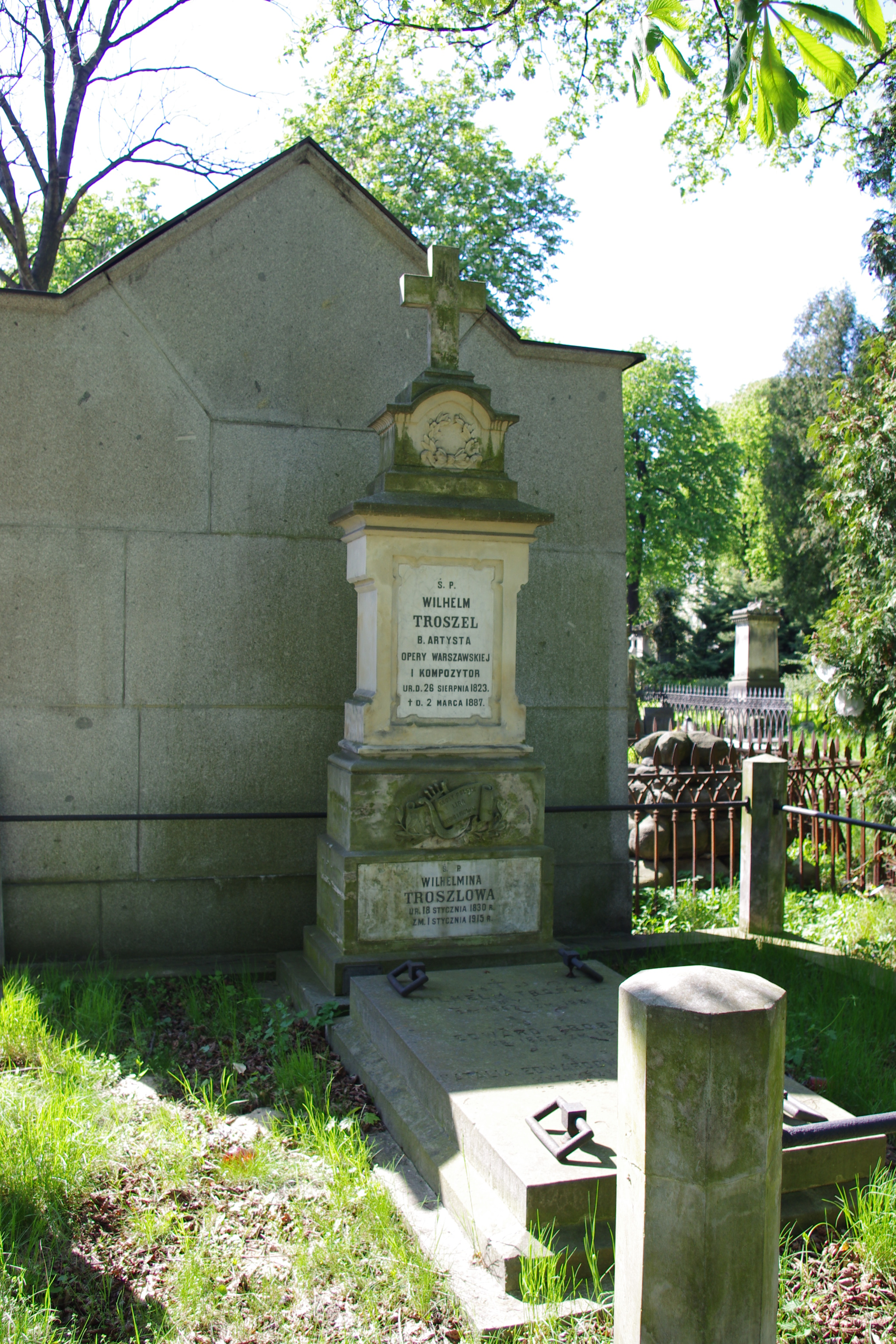
Grób Wilhelma Troschela na Cmentarzu ewangelicko-augsburskim w Warszawie

Jest autorem muzyki m.in. do popularnej pieśni religijno-patriotycznej Pod Twą obronę. Skomponował także kilka innych pieśni religijnych.
Został pochowany na cmentarzu ewangelicko-augsburskim w Warszawie (aleja 16, grób 46).